# John Lloyd (Diplomat)
John Owen Lloyd, CBE (* 7. Februar 1914; † 28. August 1982), war ein britischer Diplomat.

## Leben
John Owen Lloyd, Sohn von George Thomas Lloyd, trat am 5. Oktober 1937 in den konsularischen Dienst (Consular Service) ein. Danach sowie nach seinem Eintritt in den diplomatischen Dienst (HM Diplomatic Service) fand er zahlreiche Verwendungen an Auslandsvertretungen sowie im Außenministerium (Foreign Office). Er war unter anderem zwischen 1958 und 1960 Botschaftsrat in der Kommission für Südostasien (U.K. Commission, South-East Asia) und nach seiner Rückkehr von 1960 bis 1963 Inspektor im Außenministerium. Am 28. Februar 1963 wurde er Generalkonsul in Osaka-Kōbe und verblieb in dieser Funktion bis November 1967. Während dieser Zeit wurde er für seine Verdienste am 1. Januar 1965 Commander des Order of the British Empire (CBE).
Am 10. November 1967 wurde Lloyd Generalkonsul in San Francisco und hatte dieses Amt bis Juni 1970 inne. Zuletzt wurde er am 3. Juni 1970 als Nachfolger von Sir Harold Smedley Botschafter in Laos und verblieb in diesem Amt bis zu seinem Eintritt in den Ruhestand 1973, woraufhin Alan Eaton Davidson sein dortiger Nachfolger wurde.
Er war zugleich vom 6. Juni 1970 bis 1973 auch Generalkonsul in Vientiane.
John Lloyd war zwei Mal verheiratet. Aus seiner 1940 geschlossenen ersten Ehe mit Ellen Marjorie Howard Andrews gingen ein Sohn und eine Tochter hervor.